# 배드 앤 뷰티
《배드 앤 뷰티》(영어: The Bad and the Beautiful)는 1952년 개봉한 미국의 멜로드라마 영화이다. 빈센트 미넬리가 감독을 맡았으며, 조지 브래드쇼의 소설 Of Good and Evil 이 영화의 원작이다. 2002년 미국 국립영화등기부에 등재되었다.

## 줄거리
영화는 할리우드에서 잘 나가는 제작자 조나단 쉴즈가 주변 사람들을 어떻게 이용하고 배신했는지 보여주는 회상 형식의 이야기이다. 영화의 시작은 쉴즈가 파리에 있는 동안, 그의 예전 동료였던 감독 프레드, 배우 조지아, 작가 제임스가 쉴즈의 전화를 받지 않으려 하는 장면에서 시작된다. 제작자 해리는 그들을 설득해 쉴즈의 새로운 영화 프로젝트에 참여시키려 하고, 그들이 쉴즈와의 관계를 회상하며 이야기가 전개된다.
쉴즈는 아버지의 악명으로 인해 처음부터 어려운 환경에 있었지만, 영화계에서 성공하려는 야망을 가지고 있었다. 그는 감독 지망생 프레드와 함께 B급 영화를 만들면서 실력을 쌓고, 큰 프로젝트를 추진하려 하지만 프레드를 배신하고 다른 감독에게 연출을 맡긴다. 이후 쉴즈는 알코올 중독에 시달리는 배우 조지아를 발굴해 스타로 만들지만, 그녀의 감정을 이용하고 버린다. 마지막으로, 그는 작가 제임스의 베스트셀러 소설 판권을 사들여 영화를 만들려 하지만, 제임스의 아내와 자신의 친구 사이를 바람나게 만들고, 영화 연출에도 실패해 파산하게 된다.
각각의 회상 후, 해리는 쉴즈 때문에 '망가졌다'고 주장하는 세 사람에게, 그들이 쉴즈 덕분에 정상에 오를 수 있었음을 꼬집는다. 쉴즈와의 통화에서, 그들은 다시 한번 쉴즈와 함께 일하지 않겠다고 말하지만, 쉴즈의 새로운 아이디어에 점점 흥미를 느끼게 된다. 이 영화는 성공을 위해 인간관계를 도구로 여기는 할리우드 제작자의 이면을 보여준다.

## 출연

### 주연
- 커크 더글라스
- 라나 터너

### 조연
- 월터 피전
- 베리 설리반
- 딕 포웰
- 글로리아 그레이엄
- 길버트 롤랜드
- 리오 G. 캐럴
- 폴 스튜어트
- 새미 화이트
- 일레인 스튜어트
- 이반 트리에졸트

## 기타
- 원작자: 조지 브래드쇼
- 의상: 헬렌 로즈